# Sundoreonectes tiomanensis
Sundoreonectes tiomanensis är en fiskart som beskrevs av Kottelat, 1990. Sundoreonectes tiomanensis ingår i släktet Sundoreonectes och familjen grönlingsfiskar. IUCN kategoriserar arten globalt som sårbar. Inga underarter finns listade i Catalogue of Life.